# فهرست جایزه‌ها و نامزدی‌های ویکس
این صفحه متعلق به لیست جوایز و نامزدی‌های دریافت شده توسط ویکس می‌باشد. ویکس در سال ۲۰۱۳ یعنی یک سال بعد از شروع به کار شناخته شد و اولین برد خود را در برنامه‌های موسیقی در سال ۲۰۱۳ با آهنگ «عروسک افسون شده» داشت. ویکس در مجموع ۲۶ جایزهٔ جهانی و کره‌ای و ۲۹ برد در موزیک شوها را در کارنامهٔ خود دارد.

## کره‌ای

### جوایز دیسک طلایی
| سال  | دسته                  | گیرنده               | نتیجه    |
| ---- | --------------------- | -------------------- | -------- |
| ۲۰۱۴ | جایزه دیسک بونسانگ    | "هاید"               | نامزدشده |
| ۲۰۱۴ | جایزه محبوبیت         | ویکس                 | نامزدشده |
| ۲۰۱۵ | جایزه دیسک بونسانگ    | "ابدیت"              | برنده    |
| ۲۰۱۵ | جایزه دیجیتال بونسانگ | "ابدیت"              | نامزدشده |
| ۲۰۱۶ | جایزه دیسک بونسانگ    | "خطا"                | برنده    |
| ۲۰۱۶ | جایزه محبوبیت         | ویکس                 | نامزدشده |
| ۲۰۱۶ | جایزه محبوبیت جهانی   | ویکس                 | نامزدشده |
| ۲۰۱۷ | جایزه دیسک بونسانگ    | "به زنجیر کشیده شده" | برنده    |
| ۲۰۱۷ | جایزه محبوبیت         | ویکس                 | نامزدشده |
| ۲۰۱۷ | جایزه محبوبیت جهانی   | ویکس                 | نامزدشده |

### جوایز موسیقی آسیایی ام نت
| سال  | دسته                         | گیرنده       | نتیجه    |
| ---- | ---------------------------- | ------------ | -------- |
| ۲۰۱۴ | بهترین اجرای رقص - بخش مردان | "ابدیت"      | نامزدشده |
| ۲۰۱۴ | آهنگ سال                     | "ابدیت"      | نامزدشده |
| ۲۰۱۵ | بهترین اجرای رقص - بخش مردان | "معادله عشق" | نامزدشده |
| ۲۰۱۵ | آهنگ سال                     | "معادله عشق" | نامزدشده |
| ۲۰۱۶ | بهترین اجرای رقص - بخش مردان | "خیال"       | نامزدشده |
| ۲۰۱۶ | آهنگ سال                     | "خیال"       | نامزدشده |
| ۲۰۱۷ | بهترین اجرای رقص - بخش مردان | "شانگری لا"  | نامزدشده |
| ۲۰۱۷ | آهنگ سال                     | "شانگری لا"  | نامزدشده |

### بهترین‎های اس بی اس ام تی وی
| سال  | دسته                | گیرنده | نتیجه    |
| ---- | ------------------- | ------ | -------- |
| ۲۰۱۳ | بهترین گروه تازه‌کار | ویکس   | برنده    |
| ۲۰۱۴ | بهترین موزیک ویدیو  | "خطا"  | نامزدشده |

### جوایز موسیقی سئول
| سال  | دسته                  | گیرنده               | نتیجه    |
| ---- | --------------------- | -------------------- | -------- |
| ۲۰۱۳ | بهترین هنرمند تازه‌کار | ویکس                 | نامزدشده |
| ۲۰۱۴ | جایزه بونسانگ         | "هاید"               | برنده    |
| ۲۰۱۴ | جایزه محبوبیت         | ویکس                 | نامزدشده |
| ۲۰۱۵ | جایزه بونسانگ         | "خطا"                | برنده    |
| ۲۰۱۵ | جایزه محبوبیت         | ویکس                 | نامزدشده |
| ۲۰۱۵ | جایزه ویژه هالیو      | ویکس                 | نامزدشده |
| ۲۰۱۶ | جایزه بونسانگ         | "به زنجیر کشیده شده" | برنده    |
| ۲۰۱۶ | جایزه محبوبیت         | ویکس                 | نامزدشده |
| ۲۰۱۶ | جایزه ویژه هالیو      | ویکس                 | نامزدشده |
| ۲۰۱۷ | جایزه بونسانگ         | "دینامیت"            | برنده    |
| ۲۰۱۷ | جایزه محبوبیت         | ویکس                 | نامزدشده |
| ۲۰۱۷ | بهترین فندوم مدرسه‎ای  | ویکس                 | نامزدشده |
| ۲۰۱۷ | جایزه ویژه هالیو      | ویکس                 | نامزدشده |
| ۲۰۱۸ | جایزه بونسانگ         | "شانگری لا"          | نامزدشده |
| ۲۰۱۸ | جایزه محبوبیت         | ویکس                 | نامزدشده |
| ۲۰۱۸ | جایزه محبوبیت موج کره | ویکس                 | نامزدشده |

### جوایز موسیقی گائون
| سال  | دسته                          | گیرنده           | نتیجه    |
| ---- | ----------------------------- | ---------------- | -------- |
| ۲۰۱۳ | بیشترین فروش در سه ماهه چهارم | "عروسک افسون‌شده" | نامزدشده |
| ۲۰۱۴ | بیشترین فروش در سه ماهه دوم   | "ابدیت"          | نامزدشده |
| ۲۰۱۴ | بیشترین فروش در سه ماهه چهارم | "خطا"            | نامزدشده |
| ۲۰۱۵ | جایزه محبوبیت                 | ویکس             | نامزدشده |
| ۲۰۱۵ | اجرای جذاب سال                | ویکس             | برنده    |
| ۲۰۱۶ | جایزه محبوبیت                 | ویکس             | نامزدشده |
| ۲۰۱۶ | هنرمند سال                    | ویکس             | نامزدشده |
| ۲۰۱۶ | بیشترین فروش در سه ماهه سوم   | "هادس"           | نامزدشده |

### جوایز هنرمندان آسیایی
| سال  | دسته           | گیرنده | نتیجه    |
| ---- | -------------- | ------ | -------- |
| ۲۰۱۶ | بهترین سلبریتی | ویکس   | برنده    |
| ۲۰۱۶ | جایزه محبوبیت  | ویکس   | نامزدشده |
| ۲۰۱۷ | جایزه محبوبیت  | ویکس   | نامزدشده |
| ۲۰۱۷ | بهترین سلبریتی | ویکس   | برنده    |

### جوایز سرگرمی هنری کره
| سال  | دسته            | گیرنده | نتیجه |
| ---- | --------------- | ------ | ----- |
| ۲۰۱۷ | بهترین گروه پسر | ویکس   | برنده |

### جوایز سوریبادا
| سال  | دسته              | گیرنده | نتیجه    |
| ---- | ----------------- | ------ | -------- |
| ۲۰۱۷ | بهترین هنرمند سال | ویکس   | برنده    |
| ۲۰۱۷ | جایزه محبوبیت     | ویکس   | نامزدشده |

### جوایز موسیقی ملون
| سال  | دسته      | گیرنده         | نتیجه    |
| ---- | --------- | -------------- | -------- |
| ۲۰۱۷ | اجرای سال | کنسرت خیال‌بافی | نامزدشده |

### جوایز اینترپارک
| سال  | دسته         | گیرنده      | نتیجه     |
| ---- | ------------ | ----------- | --------- |
| ۲۰۱۷ | بهترین آلبوم | "شانگری لا" | در انتظار |

## چینی

### جوایز یین یو تای
| سال  | دسته                      | گیرنده               | نتیجه    |
| ---- | ------------------------- | -------------------- | -------- |
| ۲۰۱۶ | بهترین اجرا               | "به زنجیر کشیده شده" | برنده    |
| ۲۰۱۷ | ترند برتر سال             | ویکس                 | برنده    |
| ۲۰۱۷ | تأثیرگذارترین گروه آسیایی | ویکس                 | نامزدشده |

### جوایز موسیقی چین
| سال  | دسته              | گیرنده | نتیجه |
| ---- | ----------------- | ------ | ----- |
| ۲۰۱۶ | جذاب‌ترین گروه سال | ویکس   | برنده |

## ژاپنی

### جوایز دیسک طلایی ژاپن
| سال  | دسته                           | گیرنده                                        | نتیجه    |
| ---- | ------------------------------ | --------------------------------------------- | -------- |
| ۲۰۱۵ | ۳ هنرمند برتر آسیایی           | ویکس (همراه با ای‌پینک و بی‌تی‌اس (گروه موسیقی)) | برنده    |
| ۲۰۱۵ | بهترین هنرمندان تازه‌کار آسیایی | ویکس                                          | نامزدشده |

### جوایز کی ام اف
| سال  | دسته          | گیرنده | نتیجه |
| ---- | ------------- | ------ | ----- |
| ۲۰۱۷ | بهترین هنرمند | ویکس   | برنده |

## بین‌المللی

### جوایز موسیقی ام تی وی اروپایی
| سال  | دسته               | گیرنده | نتیجه    |
| ---- | ------------------ | ------ | -------- |
| ۲۰۱۵ | بهترین اجرای کره‌ای | ویکس   | نامزدشده |
| ۲۰۱۶ | بهترین اجرای کره‌ای | ویکس   | نامزدشده |

### جوایز اس بی اس پاپ آسیا
| سال  | دسته            | گیرنده                                  | نتیجه    |
| ---- | --------------- | --------------------------------------- | -------- |
| ۲۰۱۴ | بهترین گروه پسر | ویکس                                    | نامزدشده |
| ۲۰۱۴ | بهترین آهنگ سال | "خطا"                                   | نامزدشده |
| ۲۰۱۵ | بهترین گروه پسر | ویکس                                    | برنده    |
| ۲۰۱۵ | بهترین آهنگ سال | "به زنجیر کشیده شده"                    | نامزدشده |
| ۲۰۱۶ | بهترین گروه پسر | ویکس                                    | 5th      |
| ۲۰۱۶ | آلبوم سال       | "کانسپشن سه‌گانه (زلوس و هادس و کراتوس)" | نامزدشده |
| ۲۰۱۷ | بهترین گروه پسر | ویکس                                    | نامزدشده |

### جوایز رادیو کی ام سی
| سال  | دسته                         | گیرنده               | نتیجه    |
| ---- | ---------------------------- | -------------------- | -------- |
| ۲۰۱۳ | بهترین موزیک ویدیو           | "عروسک افسون‌شده"     | برنده    |
| ۲۰۱۴ | بهترین گروه پسر              | ویکس                 | نامزدشده |
| ۲۰۱۴ | بهترین اجرا - بخش مردان      | ویکس                 | نامزدشده |
| ۲۰۱۴ | بهترین کنسرت اروپایی         | ویکس                 | نامزدشده |
| ۲۰۱۴ | بهترین موزیک ویدیو           | "خطا"                | نامزدشده |
| ۲۰۱۴ | بهترین آهنگ سال              | "خطا"                | نامزدشده |
| ۲۰۱۵ | فندوم سال                    | استارلایت            | نامزدشده |
| ۲۰۱۵ | بهترین اجرای رقص - بخش مردان | "معادلۀ عشق"         | نامزدشده |
| ۲۰۱۵ | کامبک سال                    | "به زنجیر کشیده شده" | برنده    |
| ۲۰۱۵ | آلبوم سال                    | "به زنجیر کشیده شده" | نامزدشده |

## جوایز دیگر
| سال  | جایزه                    | دسته                       | گیرنده                          | نتیجه    |
| ---- | ------------------------ | -------------------------- | ------------------------------- | -------- |
| ۲۰۱۳ | جوایز هانتئو             | جایزه خوانندگی             | ویکس                            | 5th      |
| ۲۰۱۳ | جوایز موسیقی ژاپنی هالیو | بهترین گروه پسر            | ویکس                            | نامزدشده |
| ۲۰۱۴ | جوایز سرگرمی فرهنگی کره  | ۱۰ خواننده برتر کی‎پاپ      | ویکس                            | برنده    |
| ۲۰۱۴ | جوایز استارکست           | بهترین استایل              | ویکس (همراه با جانگ گیون سوک)   | برنده    |
| ۲۰۱۴ | جوایز موسیقی ام پی تری   | بهترین آهنگ آسیایی         | "برگرد و به من نگاه کن"         | نامزدشده |
| ۲۰۱۵ | جوایز سفارت سئول         | جوایز هانبیت               | ویکس (همراه با ای‌پینک و رین بو) | برنده    |
| ۲۰۱۵ | جوایز فن کافه            | بهترین فندوم               | ویکس (استارلایت)                | برنده    |
| ۲۰۱۵ | جوایز شوچمپیون           | بهترین اجرا از نظر تماشاچی | "معادلۀ عشق"                    | برنده    |
| ۲۰۱۵ | جوایز شوچمپیون           | بهترین اجرا                | "به زنجیر کشیده شده"            | نامزدشده |

## برنامه‌های موسیقی
در این بخش لیستی از بردهای ویکس در برنامه‌های موسیقی را مشاهده می‌کنید.

### موزیک بانک
| سال  | تاریخ     | آهنگ                 |
| ---- | --------- | -------------------- |
| ۲۰۱۳ | ۶ دسامبر  | "عروسک افسون‌شده"     |
| ۲۰۱۴ | ۲۴ اکتبر  | "خطا"                |
| ۲۰۱۵ | ۶ مارس    | "معادلۀ عشق"         |
| ۲۰۱۵ | ۲۰ نوامبر | "به زنجیر کشیده شده" |
| ۲۰۱۶ | ۲۹ آوریل  | "دینامیت"            |

### اینکیگایو
| سال  | تاریخ    | آهنگ         |
| ---- | -------- | ------------ |
| ۲۰۱۴ | ۸ ژوئن   | "ابدیت"      |
| ۲۰۱۴ | ۲۶ اکتبر | "خطا"        |
| ۲۰۱۸ | ۸ مارس   | "معادلۀ عشق" |

### شو چمپیون
| سال  | تاریخ     | آهنگ                 |
| ---- | --------- | -------------------- |
| ۲۰۱۴ | ۱۱ ژوئن   | "ابدیت"              |
| ۲۰۱۴ | ۲۲ اکتبر  | "خطا"                |
| ۲۰۱۵ | ۴ مارس    | "معادلۀ عشق"         |
| ۲۰۱۵ | ۱۸ نوامبر | "به زنجیر کشیده شده" |
| ۲۰۱۶ | ۲۷ آوریل  | "دینامیت"            |
| ۲۰۱۶ | ۲۴ آگوست  | "خیال"               |

### دِ شو
| سال  | تاریخ     | آهنگ                 |
| ---- | --------- | -------------------- |
| ۲۰۱۴ | ۲۸ اکتبر  | "خطا"                |
| ۲۰۱۴ | ۴ نوامبر  | "خطا"                |
| ۲۰۱۵ | ۳ مارس    | "معادلۀ عشق"         |
| ۲۰۱۵ | ۱۰ مارس   | "معادلۀ عشق"         |
| ۲۰۱۵ | ۱۷ مارس   | "معادلۀ عشق"         |
| ۲۰۱۵ | ۱۷ نوامبر | "به زنجیر کشیده شده" |
| ۲۰۱۶ | ۲۶ آوریل  | "دینامیت"            |
| ۲۰۱۶ | ۳ می      | "دینامیت"            |
| ۲۰۱۶ | ۱۰ می     | "دینامیت"            |
| ۲۰۱۶ | ۲۳ آگوست  | "خیال"               |
| ۲۰۱۶ | ۶ سپتامبر | "خیال"               |
| ۲۰۱۶ | ۸ نوامبر  | "نزدیک‌تر"            |
| ۲۰۱۷ | ۲۳ می     | "شانگری لا"          |
| ۲۰۱۸ | ۲۴ آوریل  | "عطرساز"             |

### ام کانت داون
| سال  | تاریخ  | آهنگ         |
| ---- | ------ | ------------ |
| ۲۰۱۵ | ۵ مارس | "معادلۀ عشق" |

### موزیک کور
| سال  | تاریخ  | آهنگ         |
| ---- | ------ | ------------ |
| ۲۰۱۵ | ۷ مارس | "معادلۀ عشق" |